# We Butter the Bread with Butter
We Butter the Bread with Butter (ibland skrivet WBTBWB) är ett tyskt deathcore-band (med elektroniska influenser) från Berlin bildad 2007 av Marcel Neumann. Deras debutalbum Das Monster aus dem Schrank släpptes den 21 november 2008 och Der Tag an dem die Welt unterging släpptes 14 maj 2010 av Redfield Records.

## Medlemmar
Nuvarande medlemmar
- Marcel "Marci" Neumann – sologitarr, programmering (2007– ), rytmgitarr (2007–2010, 2012– ), basgitarr (2007–2010)
- Tobias "Tobi" Schultka – sång, programmering, trummor (2007–2010, 2019– )

Tidigare medlemmar
- Kenneth Iain Duncan – rytmgitarr (2010–2012)
- Maximilian Pauly Saux – basgitarr (2010–2015)
- Can Özgünsür – trummor (2010–2019)
- Paul "Борщ" Bartsch – sång (2010–2019)

## Diskografi
Studioalbum
- 2008 – Das Monster aus dem Schrank
- 2010 – Der Tag an dem die Welt unterging
- 2013 – Goldkinder
- 2015 – Wieder Geil!
- 2021 – Das Album

EP
- 2013 – Projekt Herz EP